# Livio Mehus
Livio Mehus (Oudenaarde, 1630 - 7 août 1691) est un artiste peintre et graveur florentin d'origine flamande. Il est spécialisé dans les scènes mythologiques.

## Biographie
Après un apprentissage à Milan chez un peintre peu connu, il arrive en Toscane en 1645, lors de ses 15 ans. Il est découvert par le prince Mathieu de Médicis (1613-1667) qui apprécie ses qualités de paysagiste et peintre de bataille et le prend sous sa protection. Il lui permet d'étudier à Rome, avec Pierre de Cortone, puis avec Ciro Ferri.
A Florence il a l'occasion de rencontrer Salvator Rosa et le Bourguignon.
Il reste sous la protection des Médicis et depuis Florence, il part rejoindre le duc de Savoie à Turin, puis trois ans après retourne à Florence, toujours sous le patronage du duc Matteo, auprès de Stefano della Bella, où il collabore à la décoration de la coupole de l'église della Pace.

## Œuvre

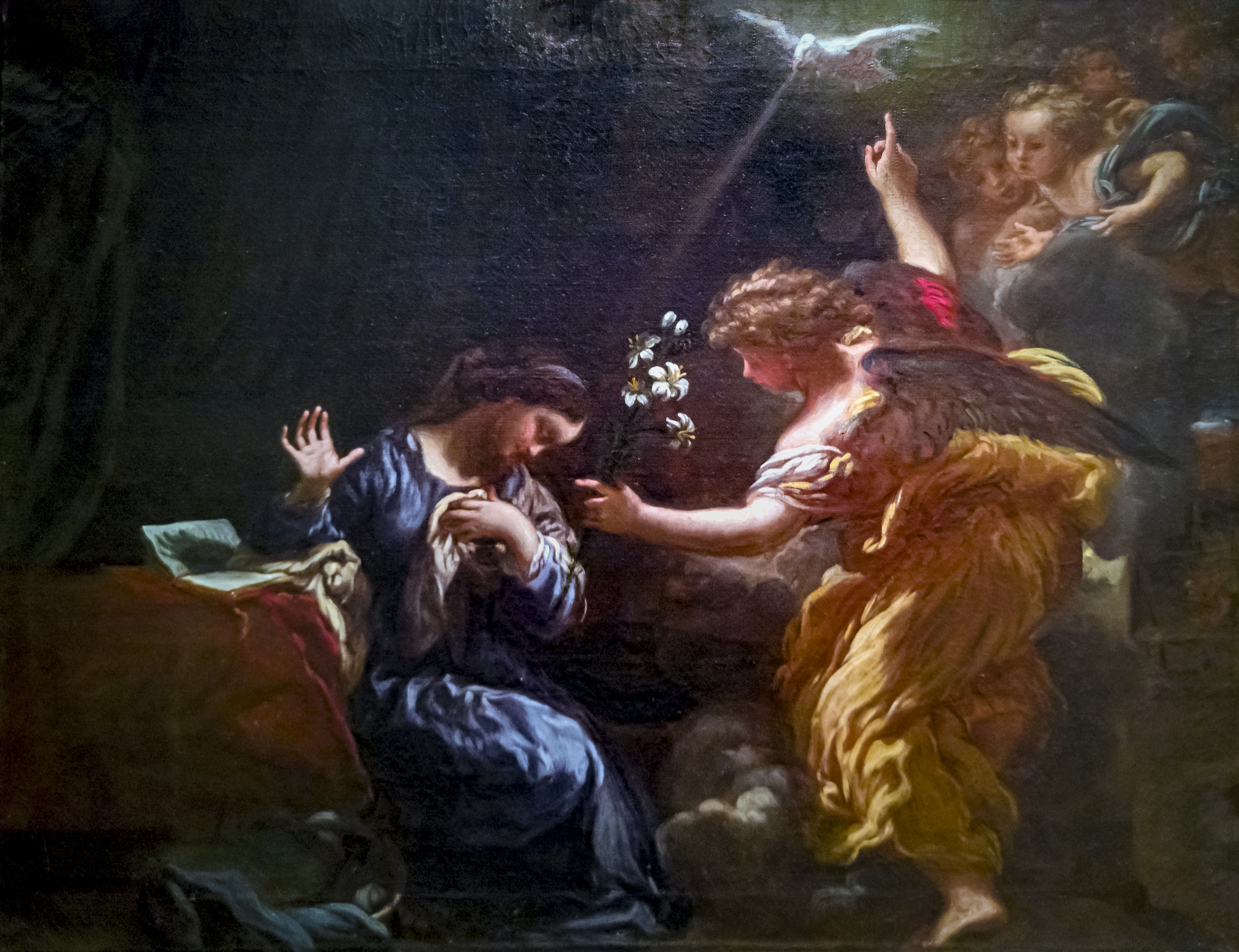
L'Annonciation, Ca' Rezzonico Venise

- Le Génie de la sculpture, v. 1655, huile sur toile, 70 × 79 cm, galerie Palatine, Palais Pitti. Appartenait au prince Ferdinand de Médicis[3].
- Scènes de la vie de Scipion l'Africain, 1670-1675, huile sur toile, 100 × 127 cm, Palais Pitti, dépôts[3]
- Neptune et Amphitrite, 1680-1690, huile sur toile, 163 × 180 cm, musée des Offices, dépôts[3]
- L'Annonciation, huile sur toile, Ca' Rezzonico Venise